# Duboistown
Duboistown és una població dels Estats Units a l'estat de Pennsilvània. Segons el cens del 2000 tenia 1.280 habitants.

## Demografia
Segons el cens del 2000, Duboistown tenia 1.280 habitants, 540 habitatges, i 372 famílies. La densitat de població era de 882,5 habitants per quilòmetre quadrat.
Dels 540 habitatges en un 28,1% hi vivien nens de menys de 18 anys, en un 58,5% hi vivien parelles casades, en un 7,2% dones solteres, i en un 31,1% no eren unitats familiars. En el 27,2% dels habitatges hi vivien persones soles el 14,4% de les quals corresponia a persones de 65 anys o més que vivien soles. El nombre mitjà de persones vivint en cada habitatge era de 2,36 i el nombre mitjà de persones que vivien en cada família era de 2,87.
Per edats la població es repartia de la següent manera: un 22,7% tenia menys de 18 anys, un 6,3% entre 18 i 24, un 27,2% entre 25 i 44, un 22,8% de 45 a 60 i un 20,9% 65 anys o més.
L'edat mediana era de 41 anys. Per cada 100 dones de 18 o més anys hi havia 85,9 homes.
La renda mediana per habitatge era de 35.132 $ i la renda mediana per família de 41.450 $. Els homes tenien una renda mediana de 31.172 $ mentre que les dones 22.500 $. La renda per capita de la població era de 17.348 $. Entorn del 4% de les famílies i el 5,3% de la població estaven per davall del llindar de pobresa.

## Poblacions més properes
El següent diagrama mostra les poblacions més properes.